# کولفرو
کولفرو (به ایتالیایی: Colleferro) یک کومونه در ایتالیا است که در استان رم واقع شده‌است.

## خصوصیات
کولفرو ۲۷ کیلومترمربع مساحت و ۲۲٬۰۷۱ نفر جمعیت دارد و ۲۱۸ متر بالاتر از سطح دریا واقع شده‌است.

## خواهرخوانده
شهرهای کولمنار ویگو و ترگبالینت خواهرخوانده‌های کولفرو هستند.